# Kronenbecherling
Der (Violette) Kronenbecherling (Sarcosphaera coronaria) ist ein Pilz aus der Familie der Pezizaceae. Die Gattung Sarcosphaera ist monotypisch mit dem Kronenbecherling als einziger Art. 

## Merkmale
Der Kronenbecherling bildet zuerst halbunterirdisch eine Hohlkugel und bricht dann am Scheitel kronenförmig auf und bildet einen tief schüsselförmigen Fruchtkörper, der im Alter dann meist flach ausgebreitet ist. Der Fruchtkörper wird 3 bis 10 Zentimeter groß mit einem violetten, violettbraunen bis farblosen Hymenium auf der Innenseite. Die Außenseite ist weiß. Die Konsistenz ist zäh und brüchig. Die Sporen sind glatt, hyalin, mit 2 Öltropfen und 13,5 bis 15 × 7 bis 8 Mikrometer groß. Die Asci sind zylindrisch und werden 280 bis 330 × 10 bis 12 Mikrometer groß. Die Ascusspitze färbt sich in Lugolscher Lösung violett. Die Paraphysen sind fadenförmig und zum Teil gegabelt.

## Vorkommen
Der Kronenbecherling kommt im Nadelwald unter Kiefern und Fichten, aber auch im Laubwald auf kalkhaltigen Böden vor. Laut Gerhardt ist er nicht selten, doch vielerorts fehlend.

## Giftigkeit
Der Kronenbecherling ist besonders roh stark giftig. Von manchen Personen wird er nach Abkochen und Wegschütten des Kochwassers ohne Schaden verzehrt.
Die Fruchtkörper reichern durch Bioakkumulation in hohen Mengen das giftige Schwermetall Arsen in Form der Verbindung Methylarsonsäure an.